# Bahnhof Gebhardshain-Steinebach
Der Bahnhof Gebhardshain-Steinebach ist der Bahnhof im Ort Steinebach im Landkreis Altenkirchen (Westerwald) in Rheinland-Pfalz. Er liegt an der Bahnstrecke Scheuerfeld–Emmerzhausen. Das Empfangsgebäude ist ein Kulturdenkmal.

## Geschichte
Der Ursprung der Bahnstrecke Scheuerfeld–Emmerzhausen liegt im Güterverkehr, insbesondere in der Verladung von Eisenerz, welches nahe des Bahnhofs Gebhardshain-Steinebach gewonnen wurde. Der Bahnhof wurde 1913 mit dem historischen Bahnhofsgebäude, welches überwiegend aus Fachwerk besteht, durch die Eisenbahn- und Tiefbau AG Balke errichtet. 1914 übernahm die Westerwaldbahn des Kreises Altenkirchen die Betriebsführung der Bahnstrecke.
Im Bahnhof befand sich ein mechanisches Stellwerk, ein Fahrkartenverkauf sowie eine Gepäckabfertigung. Eine Dienstwohnung war im Obergeschoss untergebracht. Es gab zwei Bahnsteiggleise sowie ein Verladegleis mit Verladerampe.
Seit Einstellung des Personenverkehrs 1960 ist der Ort durch eine Regionalbuslinie erschlossen, die weitestgehend parallel der Bahnstrecke verläuft. Der Güterverkehr wurde 2017 eingestellt.
Das Bahnhofsgebäude wurde an einen privaten Eigentümer verkauft, welcher es als Wohnhaus und Gewerbegebäude nutzt.